# Rocca (rappeur)
Pour les articles homonymes, voir Rocca.
Sébastian Rocca, dit Rocca, né le 27 avril 1975 à Paris, est un rappeur et compositeur franco-colombien. Il est notamment connu en tant que membre de l'ancien groupe de rap La Cliqua, durant les années 1990.  Il est également connu pour avoir l'un des flows les plus rapides de France. Il se distingue par sa voix, avec son flow incisif, la réalité, la profondeur et la justesse de ses textes et par sa capacité à rapper en deux langues : français et espagnol.
Il publie son premier album solo, Entre deux mondes en 1997. Il lance sa carrière en Amérique du Sud en 2004. Rocca participe au concert de La Cliqua en avril 2008, lors du Festival L'Original (Festival international de hip-hop à Lyon). Il revient en 2011 avec un nouveau clip intitulé General, suivi d'un quatrième album solo intitulé Bogotá-Paris en septembre 2015.

## Biographie

### Jeunesse et débuts
Sébastian est né à Paris, et est le fils des artistes (peintres) colombiens Francisco Rocca et Gloria Uribe, arrivés en France en 1975,. Il vit une partie de sa jeunesse entre la Colombie et le 14e arrondissement de Paris,. Sébastian joue des percussions dès son plus jeune âge, et commence à écrire en 1990, sur des rythmes salsa, influencé par sa culture et par tout ce qui l'entoure. Il découvre le rap à l'âge de 15 ans, et se lance dedans après avoir écouté Guru en concert. 
Il intègre le collectif La Cliqua qui s'installe dans le 18e arrondissement de Paris. Avec le collectif, il s'impose en tant qu'artiste solo et en duo avec Daddy Lord C, pour former la Squadra. La même année, La Cliqua sort son premier album Conçu pour durer. Rocca apparaîtra sur les titres Tué dans la rue, Comme une sarbacane, Freestyle et Conçu pour durer. La Cliqua se compose à l'époque de Daddy Lord C, Egosyst, Khondo, Lumumba, Chimiste, DJ Jelahee et de Raphael et est signé sur le label indépendant Arsenal Records.

### Carrière solo
Rocca publie son premier album solo intitulé Entre deux mondes en 1997, l'un des albums références du rap français. Ce premier album est enregistré et mixé à Paris par Soudan, alias The Green Beret, ingénieur des célèbres studios D&D à New York. Cette première livraison contient les titres Le hip-hop mon royaume et Les jeunes de l'univers (l'instrumental contient un sample du morceau Chanter pour ceux qui sont loin de chez eux chanté par Michel Berger). Diffusés en radio, ces deux morceaux s'annoncent alors comme synonymes de succès commerciaux pour cet album. Dans cet album, « il puise le recul salvateur dont manquent souvent ceux de sa génération, étranglés par le béton des cités, pour tisser l’espoir et montrer la voie », selon Les Inrocks. Entre deux mondes atteint la 32e place des classements français.
Rocca participe ensuite à l'album éponyme de La Cliqua en 1999. En 2001, il publie son deuxième album solo, Elevación, qui atteint la 33e place des classements français et contient des titres comme Au lieu de se faire la guerre, Pour être un homme, Graffiti ou R.A.P.. Il suit de l'album Amour suprême en 2003, qui inclut Lifestyle, Rap Control ou encore 1001 raisons, classé 83e en France.
En 2004, il lance sa carrière outre-atlantique. En 2007, il apparait brièvement dans le film documentaire Beat Makerz - The Documentary. Il sort plusieurs mixtapes avec son groupe qui leur permet de sortir l'album Nuestra Cosa en 2005. Rocca participe par la suite au concert de La Cliqua en avril 2008, lors du Festival L'Original (Festival international de hip-hop à Lyon) qui leur permet de remettre sur la table les classiques présents dans leur valise tout comme le 16 janvier 2009 à l'Élysée Montmartre, où ils concrétisent le retour tant attendu. L'hymne Les jeunes de l'univers tient une place particulière dans les morceaux de bravoure et d'espérance nés du hip-hop français. En parallèle, un nouvel album de Tres Coronas est publié en mai 2011 sous le titre La musique est mon arme. L'album de 12 titres contient une apparition de Soprano.

### Bogotá-Paris
Après huit ans d'absence discographique sur la scène française, Rocca annonce son retour en octobre 2011 par le titre Général annonciateur d'un nouvel album en français, Le calme sous la pluie, publié en 2012. Concernant son retour, Rocca assure avoir « toujours cette flamme olympique dans les yeux qui ne s'éteint pas. »
En 2014, Rocca annonce la sortie de deux nouveaux albums Bogotá-Paris et El fenix. Bogotá-Paris est publié le 4 septembre 2015 en deux versions française et espagnole, afin de réunir ses deux publics sur un seul et même projet. Rocca est annoncé en concert le 22 novembre 2015 au Pan Piper, à Paris. La version française de l'album atteint la 84e place des classements français en août 2015.

## Discographie

### Apparitions
- 1994 : La Cliqua, Booba et Moda- Exercice de style (sur la compilation Sortir du tunnel)
- 1995 : La Squadra - Requiem (sur la B.O. du film La Haine)
- 1995 : Assassin feat. Rocca, Daddy Lord C, Djamal, Ekoué, Stomy Bugsy, Sté & Undaconnexion - L'undaground s'exprime sur le maxi d'Assassin, L'odyssée suit son cours)

Sleo Feat Rocca, Fabe, Lady Laistee, Osez, LSO & Bruno - Ne joue pas avec le feu (sur l'album de Sleo, Ensemble pour l'aventure)
- 1996 : 2Bal 2Neg feat. Rocca, Monsieur R & Vensty - Labyrinthe (sur l'album de 2Bal 2Neg, 3 X plus efficace)
- 1996 : La Cliqua - Rap contact (sur la compile Arsenal Records représente le vrai hip-hop)
- 1996 : Rocca - Le hip-hop mon royaume (sur la compile Arsenal Records représente le vrai hip-hop)
- 1996 : La Squadra - Là d'où l'on vient (sur la compile Arsenal Records représente le vrai hip-hop)
- 1996 : La Cliqua - Paris la nuit (sur la compile Arsenal Records représente le vrai hip-hop)
- 1997 : La Cliqua - Apocalypse (sur la mixtape Invasion)
- 1997 : La Squadra - Là d'où l'on vient (sur la compile L 432)
- 1997 : N.A.P feat. Rocca - Sans regret (sur l'album d'N.A.P, La Fin du monde)
- 1997 : La Squadra - Un dernier jour sur Terre (sur la mixtape Cut Killer show)
- 1998 : Daddy Lord C feat. Rocca - Le contrat (sur l'album de Daddy Lord C, Le noble art)
- 1998 : Rainmen feat. La Squadra - Rien ne changera
- 1998 : Rocca - La Fama Remix (sur la compile Collectif Rap Vol.1)
- 1999 : Big Red feat. Rocca - El dia de los muertes (sur l'album de Big Red, Big Redemption)
- 1999 : Rocca feat. Raphael - Sous un grand ciel gris (sur la compile Le Groove prend le maki)
- 1999 : La Cliqua - Les quartiers chauffent (sur la compile L'univers des lascars)
- 1999 : Rocca feat. Hamed Daye, Shurik'N & Kery James - Animalement votre (sur la compile Première classe Vol.1)
- 2000 : Monsieur R feat. Rocca, La Brigade & Rockin' Squat - Tu veux savoir (sur l'album de Monsieur R, Anticonstitutionnellement)
- 2001 : Rocca - Morts les enfants (sur la compile Hexagone 2001)
- 2001 : Rocca feat. Ill & Eloquence - Paris (sur la compile Mission suicide)
- 2001 : Wallen feat. Rocca - Llama me (sur l'album de Wallen, A force de vivre)
- 2001 : Rocca - Animalement votre Remix (sur la compile Une spéciale pour les halls)
- 2002 : Rocca feat. Niro - Qui a le son (sur la compile Niroshima 2)
- 2003 : Rocca - Traffic (sur la compile French Touch Vol.2)
- 2004 : Rocca feat. Big Red - Redvolution (sur la compile Reggae Sound System)
- 2005 : Rocca feat. The Beatnuts - Bring It Back (sur la compile The Basement)
- 2005 : Pelson feat. Rocca - Konection
- 2006 : Rocca - Illicite (sur la compile Narcobeat 2 : Règlement de comptes)
- 2006 : Mastock feat. Rocca - Pas de kaille ici (sur le street CD de Mastock, J'avais prévenu)
- 2006 : Zahariya feat. Rocca - Donner l'envie
- 2008 : Rocca - Festival L'Original - Lyon - Transbordeur - La Cliqua
- 2009 :  Rocca - BO du film documentaire La Vida Loca
- 2011 : Apparition dans CAN I KICK IT ? #2
- 2012 : Tu le reconnais (avec Alpha Wann)
- 2017 : BZR (avec Busta Flex et Zoxea)
- 2021 : Maj Trafyk feat. Rocca - Horizon (sur l'album de Maj Trafyk Advienne que pera)
- 2022 : Kyo Itachi feat. Rocca - Savoir faire (sur l'album de Kyo Itachi Solide)